# Nintendo Network
Nintendo Network was de tweede online dienst van Nintendo na Nintendo Wi-Fi Connection. Deze dienst bood online gaming op de Nintendo 3DS en Wii U. Het werd opgevolgd door Nintendo Switch Online.
In tegenstelling tot de concurrentie koos Nintendo ervoor om de onlinedienst kosteloos aan te bieden. De laagdrempeligheid van het netwerk zorgde voor een snelle adoptie onder gamers. Nintendo bood met Miiverse een online gemeenschap, die werd geïntegreerd in vele spellen.
Nintendo heeft de dienst beëindigd op 9 april 2024 om 00:00 UTC. Het was precies 12 jaar, twee maanden en 14 dagen beschikbaar.

## Geschiedenis

### Vooraankondiging
Op 20 januari 2012 werd op de spelhoes van Theatrhythm Final Fantasy het Nintendo Network-logo aangetroffen. Er werd gedacht dat Nintendo Network een vernieuwde versie van Nintendo Wi-Fi Connection was.

### Aankondiging
Nintendo Network is officieel aangekondigd op 26 januari 2012 tijdens een bijeenkomst van aandeelhouders. Nintendo verklaarde dat Nintendo Network een geheel nieuw systeem zal zijn in tegenstelling tot Nintendo Wi-Fi Connection. Nintendo verklaarde dat Nintendo Network Online gaming, Spotpass en de Nintendo eShop zal bieden op de Nintendo 3DS en Wii U.

### Stopzetting van online diensten
Op 4 oktober 2023 kondigde Nintendo de stopzetting van de dienst begin april 2024 aan, waar enkele maanden later een definitieve datum werd vastgesteld op 8 april 2024. Op deze datum werden alle online diensten (exclusief sommige niet-Nintendo games) voor de Nintendo 3DS en Wii U permanent beëindigd.

### Pretendo
Eerder werd al een fanproject gestart om online functionaliteit te kunnen blijven bieden voor 3DS- en Wii U-gebruikers, het Pretendo Network. Het opensourceproject is in ontwikkeling en bedoeld als vervanging van Nintendo Network. Waar gebruikers de software van hun Wii U moeten aanpassen om Pretendo te kunnen gebruiken, berichtte de organisatie op 8 april 2024 dat met enkele instellingen op de spelconsole ook toegang tot Pretendo kan worden verkregen.

## Nintendo Network architectuur
Nintendo Network bood weinig tot geen ondersteuning op de Wii en Nintendo DS/Nintendo DSi sinds dat Nintendo Wi-Fi Connection is samengevoegd met Nintendo Network. Dit verzekert dat consumenten alsnog online games blijven spelen op de oudere consoles en handhelds van Nintendo, zelfs lang nadat deze games niet meer worden ondersteund door de uitgever, maar alsnog zijn deze games nog steeds speelbaar op de Wii U en Nintendo 3DS.

## Gebruikersinformatie

### Nintendo Network ID
Nintendo Network bood een gebruikersaccountsysteem waarmee het mogelijk was om met niet-Nintendo-apparaten in te loggen op Nintendo Network. In eerste instantie werd dit systeem alleen op de Wii U beschikbaar, enige tijd later ook op de Nintendo 3DS. Het gebruikersaccount zal nodig zijn om gebruik te maken van Miiverse, de Nintendo eShop, en verschillende andere Nintendo Network-diensten.

### Universeel vriendcodesysteem
Nintendo Network maakte gebruik van het vriendcodesysteem op de Nintendo 3DS. Deze vriendcodes kunnen alleen worden gebruikt op de Nintendo 3DS. Alle software op de Nintendo 3DS maakt gebruik van deze vriendcode.

## Games
In Japan werden de eerste games van Nintendo Network geïntroduceerd. De games die Nintendo Network daar introduceerde zijn: Theatrhythm Final Fantasy en Tekken 3D: Prime Edition. Het eerste spel dat Nintendo Network buiten Japan in maart 2012 introduceerde is Kid Icarus: Uprising. Het spel Pokémon X en Y, de zesde generatie in de befaamde Pokémon-reeks, maakt ook gebruik van het Nintendo Network.

### Online multiplayer
Een van de mogelijkheden van Nintendo Network was om online met anderen te gamen. Dit kan met mensen in de vriendenlijst of willekeurige andere spelers.

### Uitbreidingen
Het was mogelijk om in de Nintendo eShop uitbreidingen of downloadbare inhoud (DLC) voor games te kopen. Deze uitbreidingen bevatten meestal nieuwe levels, nieuwe personages, nieuwe voorwerpen, nieuwe opties en verbeteringen.

### Demo's
Sinds december 2011 was het mogelijk om via de Nintendo eShop demo's te downloaden. Deze demo's bevatten meestal geen Nintendo Network-opties of een volledig verhaal. Deze demo's zijn maar een bepaald aantal keer te spelen (verschilt per demo).